# This Is It (Michael Jackson-låt)
This Is It är en låt av amerikanska sångaren Michael Jackson och skriven av Michael Jackson och Paul Anka. Den släpptes som singel den 12 oktober 2009.
Låten är den första av Jacksons låtar som utges postumt. Jacksons bröder backar upp sången, men det är oklart om de gjorde sin insats före eller efter Jacksons död i slutet av juni 2009. Det är också okänt när låten spelades in och vem som har producerat den.